# Eva Herrmann
Eva Herrmann   (Múnic, 8 de febrer de 1901 - Santa Barbara, 7 de setembre de 1978) va ser una pintora, il·lustradora, dibuixant i caricaturista alemanya-nord-americana.

## Biografia
Eva Herrmann va néixer la tercera de cinc fills de Frank S. Herrmann (1866–1942), un pintor nord-americà d'origen alemany-jueu que havia estudiat a l'Acadèmia d'Art de Munic a finals del segle XIX, i d'Anna (de soltera Schlesinger, 1875–1944), un jueu romanès que després va ser assassinat a Auschwitz.
El 1919 va acompanyar el seu pare a viure a la ciutat de Nova York, però va tornar a Europa de manera intermitent. Tot i que inicialment volia donar-se a conèixer com a pintora, la seva obra artística també va incloure portades de llibres, dibuixos i caricatures. Durant la dècada de 1920, Alfred Stieglitz va fer retrats fotogràfics d'Herrmann, que avui formen part de la col·lecció del Getty Museum. El seu avenç com a artista es va produir el 1929 amb el llançament de On Parade: Caricatures d'Eva Hermann. Durant aquest període es va familiaritzar amb Klaus i Erika Mann, i el seu amic, l'artista Ricki Hallgarten.
Entre 1932 i 1939, Herrmann va viatjar molt per Europa per retratar les cares més famoses de l'època, incloses les de George Bernard Shaw, Aldous Huxley i Bertolt Brecht, els retrats dels quals van ser enviats a les seves respectives oficines editorials als Estats Units. A partir de 1933 (mentre no viatjava), Herrmann es va quedar sovint a Sanary-sur-Mer amb la família Mann exiliada i va mantenir una estreta amistat amb un cercle d'emigrants locals, inclosa l'escriptora Sybille Bedford. Per encàrrec de l'editorial Querido d'Amsterdam, va desenvolupar dissenys de portada per a les edicions alemanya, russa i anglesa de la novel·la Exil de Lion Feuchtwanger el 1939.
Herrmann es va traslladar a Hollywood a la dècada de 1940, tornant a viure entre la comunitat d'emigrants locals. Durant aquest període, les seves caricatures es van caracteritzar estilísticament per línies clares i austeritat. Posteriorment, traslladant-se a Santa Bàrbara, la casa d'Eva Herrmann es va convertir en un lloc de trobada per a diversos escriptors alemanys exiliats.